# Florinel Coman
Florinel Teodor Coman (Brăila, 1998. április 10. –) román válogatott labdarúgó, az Al-Gharafa játékosa.

## Gyermekkora
Brăila városában született, gyerekkorában a Dinamo București szurkolója volt. Első edzője, Nicușor Baldovin azt nyilatkozta, hogy miután a Dinamo megnyerte a 2006-07-es bajnokságot, Coman megpróbálta Claudiu Niculescu szabadrúgásait utánozni.

## Pályafutása

### Viitorul Constanța
2011 és 2015 között a Gheorghe Hagi Labdarúgó Akadémián futballozott. 2015. március 18-án az Astra Giurgiu ellen 2–0-ra megnyert román bajnoki mérkőzésen csereként beállva debütált a profik között. 2016. augusztus 14-én, 18 évesen szerezte első gólját az ASA Târgu Mureș elleni 3–1-es bajnoki győzelem alkalmával.
2017 februárjában a hónap játékosa lett a Liga I-ben, miután gólt szerzett a Dinamo București (2–1), a Pandurii Târgu Jiu (3–0) és az ACS Poli Timișoara (5–0) ellen játszott bajnoki mérkőzéseken. Március 18-án az FCSB elleni 3–1-es hazai győzelem alkalmával is gólt szerzett. 2017. július 26-án a 66. percben csereként beállva debütált nemzetközi kupában az APOEL elleni 1–0-s hazai győzelem alkalmával a Bajnokok Ligája harmadik selejtezőkörében.

### FCSB

#### 2017–2020: Beilleszkedés az FCSB-be és fejlődés

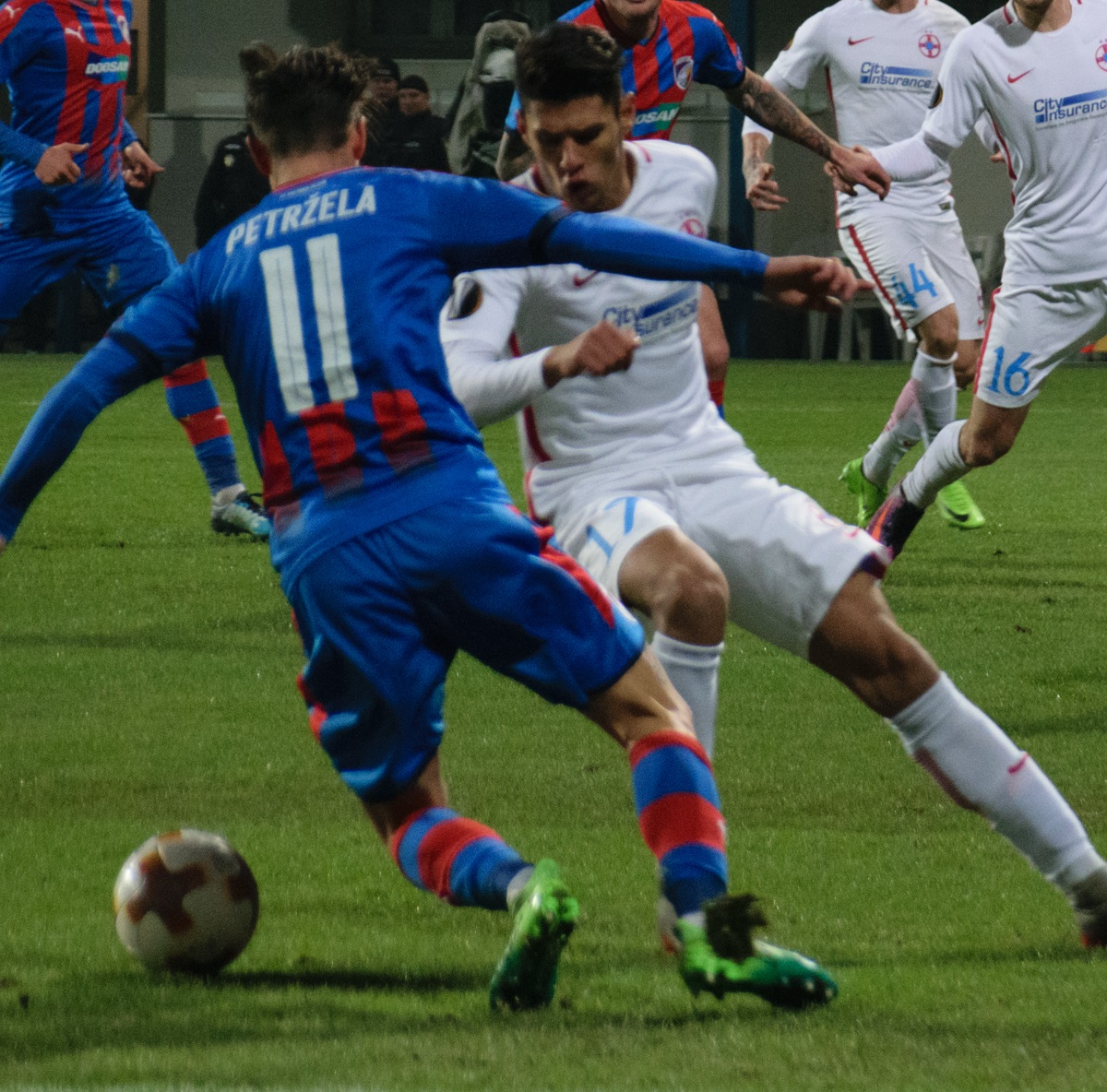
Coman (fehér mezben) a Viktoria Plzeň elleni Európa-liga mérkőzésen, 2017. november

2017-ben a portugál média arról számolt be, hogy a Benfica érdeklődést mutatott Coman iránt, végül 2017. augusztus 21-én az FCSB-hez igazolt. A fővárosi csapat sajtóhírek szerint 2 millió eurót fizetett a játékjogáért. Kivásárlási záradékát 100 millió euróban határozták meg, korábbi klubja, a Viitorul Constanța pedig a jövőbeni átigazolási díj 20%-ára jogosult. 2017. október 22-én szerezte első góljait a Roș-albaștrii színeiben, kétszer is betalált az ACS Poli Timișoara elleni 7–0-s győzelem alkalmával. November 2-án a Hapóél Beér-Seva elleni 1–1-es döntetlen alkalmával szerezte első gólját nemzetközi kupaporondon az Európa Liga csoportkörében. 2018. február 22-én a Lazio ellen 5–1-re elveszített Európa-liga mérkőzésen gólpasszt adott Harlem Gnohérénak. 2018. július 29-én a második fordulóban duplázott a Dinamo București elleni derbin, amely 3–3-as döntetlennel ért véget. Első szezonjában az FCSB-nél nem volt kezdőjátékos, viszont a második bukaresti szezonjában bebetonozta helyét a kezdő tizenegyben. Összesen 38 mérkőzésen lépett pályára és tizenkét gólt szerzett.
2019. július 14-én, a 2019–2020-as szezon nyitómérkőzésén a Hermannstadt ellen gólt szerzett és gólpasszt adott. Ezt követően az Európa Liga második selejtezőkörében, az Alashkert ellen gólt szerzett, csapata pedig 5–3-ra nyert összesítésben. Az FCSB zsinórban másodszor nem jutott be a csoportkörbe, miután a rájátszásban kikapott a Vitória Guimarãestől; Coman azonban egyénileg kiemelkedett, az év végén a bajnokság góllövőlistájának élmezőnyében végzett tíz góllal. Kiemelkedő teljesítménye miatt a Gazeta Sporturilor által megrendezett 2019-es Az év román labdarúgója szavazáson az ötödik helyen végzett, holtversenyben Ianis Hagival.

#### 2020–2022: Sérülésekkel küszködés
Coman nagyjából a 2020-as év felét játék nélkül töltötte, először a COVID-19 járvány miatt, majd a Topolya ellen játszott szeptemberi Európa Liga selejtező mérkőzésen elszenvedett sérülése miatt. 2020. december 6-án tért vissza sérüléséből csereként az UTA Arad ellen 3–0-ra megnyert mérkőzésen, amelyen gólt szerzett, ezután sírva fakadt és a gólt az elhunyt nagyapjának ajánlotta. Azonban 2021 márciusában ismét megsérült, majd ugyanezen év augusztusában még egyszer, ami után meg kellett műteni.

#### 2022-től napjainkig: Ismét formába lendülés
2022. július 28-án közel egy év után először szerzett gólt, a Szaburtalo Tbiliszi elleni 4–2-es győzelem alkalmával az UEFA Európa Konferencia Liga selejtezőben. Ugyanezen a mérkőzésen először viselhette a csapatkapitányi karszalagot Florin Tănase közelgő távozása miatt. Október 9-én, 22 hónap után megszerezte az első Liga I-es gólját az újonnan feljutott Petrolul ellen, a mérkőzés pedig 2–0-s FCSB győzelemmel ért véget.
2023 áprilisában három egymást követő bajnoki mérkőzésen is betalált - nevezetesen a Sepsi OSK (2–1), a CFR Cluj (1–1) és a Farul Constanța (2–1) ellen -, ezért a Gazeta Sporturilor a hónap játékosának választotta. Kiváló teljesítménye miatt meghosszabbították a szerződését 2027-ig, a kivásárlási záradéka pedig 5 millió euróra csökkent, hogy megkönnyítsék a külföldre való átigazolását. Május 14-én a CFR Cluj elleni 1–0-s hazai győztes mérkőzésen ismét gólt szerzett. Egy héttel később gólpasszt adott a későbbi bajnok Farul Constanța elleni 3–2-es idegenbeli vereség alkalmával.
2023. július 16-án büntetőt értékesített az FC U Craiova elleni 3–1-es győzelem alkalmával, a szezonnyitó mérkőzésen. A következő mérkőzésen a Dinamo București elleni derbin hatalmas gólt szerzett, amivel megnyerte csapatának a rangadót 2–1-re. Július 26-án győztes gólt szerzett az Európa Konferencia Liga második selejtezőkörében a CSKA 1948 Sofia ellen. Kifogástalan teljesítménye miatt a Gazeta Sporturilor 2023. július hónap játékosának választotta.
2023. november 26-án a mérkőzés egyetlen gólját szerezte szabadrúgásból, a Dinamo București elleni derbin. Ugyanezen év december 21-én a Gazeta Sporturilor bejelentette, hogy Coman ötödik lett a 2023-as Az év román labdarúgója szavazáson, megismételve a 2019-es teljesítményét.
2024 áprilisában az Universitatea Craiova (2–0) és a CFR Cluj (1–0) elleni egymást követő győzelmek során kétszer is betalált, és ezzel kiérdemelte a Gazeta Sporturilor: A hónap játékosa díját. Az FCSB kilenc év után először lett bajnok, és Coman 18 góllal az élen végzett a góllövőlistán, osztozva az első helyen a CFR Cluj játékosával, Philip Otelével.

### Al-Gharafa
2024. július 3-án az FCSB tulajdonosa, Gigi Becali bejelentette, hogy elfogadta az Al-Gharafa 5,25 millió eurós átigazolási ajánlatát Comanért. Coman július 7-én Dohába utazott, hogy átessen az orvosi vizsgálaton, majd egy nappal később három évre szóló szerződést írt alá, amely tartalmazza az egyéves hosszabbítás lehetőségét is a katari élvonalban szereplő csapattal.

## A válogatottban
Részt vett a 2019-es UEFA Európa-bajnokságon az U21-es válogatottal. Az Anglia elleni csoportmérkőzésen a 63. percben lépett pályára Andrei Ivan helyett, majd duplázott, a mérkőzés pedig 4–2-es román győzelemmel ért véget. Először a kezdőcsapatba Franciaország ellen került be, a mérkőzés pedig gólnélküli döntetlennel ért véget.
2019. október 12-én debütált Románia színeiben a Feröer-szigetek elleni Eb-selejtezőn. 2023. október 15-én megszerezte első gólját a válogatottban az Andorra ellen 4–0-ra megnyert 2024-es Eb-selejtezőn. Összesen hét alkalommal lépett pályára a selejtezők során, köztük kezdőként a Svájc ellen 1–0-ra megnyert mérkőzésen, amellyel Románia megszerezte az első helyet az I. csoportban.

## Játékstílusa
Általában balszélső poszton játszik. Sok dicséretet kapott a sebessége és technikássága miatt.

## Magánélete
2021. február 22-én rendőrségi ügybe keveredett, miután a román rendőrség megállította az A2-es autópályán, mert túllépte a megengedett sebességhatárt. Az ellenőrzés során az is kiderült, hogy hamis ukrán jogosítvány volt nála.
2022 júniusában összeházasodott barátnőjével, Ioana Timofeciuccal. Egy hónappal később megszületett kislánya, aki a Kasia nevet kapta.

## Statisztika

### Klubcsapatokban
2024. május 24-i állapot szerint.
| Klub               | Szezon           | Bajnokság        | Bajnokság | Bajnokság | Kupa  | Kupa  | Ligakupa | Ligakupa | Nemzetközi | Nemzetközi | Egyéb | Egyéb | Összes | Összes |
| Klub               | Szezon           | Liga             | Mérk.     | Gólok     | Mérk. | Gólok | Mérk.    | Gólok    | Mérk.      | Gólok      | Mérk. | Gólok | Mérk.  | Gólok  |
| ------------------ | ---------------- | ---------------- | --------- | --------- | ----- | ----- | -------- | -------- | ---------- | ---------- | ----- | ----- | ------ | ------ |
| Viitorul Constanța | 2014–15          | Liga I           | 1         | 0         | 0     | 0     | 0        | 0        | —          | —          | —     | —     | 1      | 0      |
| Viitorul Constanța | 2015–16          | Liga I           | 10        | 0         | 1     | 0     | 0        | 0        | —          | —          | —     | —     | 11     | 0      |
| Viitorul Constanța | 2016–17          | Liga I           | 28        | 6         | 0     | 0     | 0        | 0        | 0          | 0          | —     | —     | 28     | 6      |
| Viitorul Constanța | 2017–18          | Liga I           | 5         | 0         | 0     | 0     | —        | —        | 3          | 0          | 0     | 0     | 8      | 0      |
| Viitorul Constanța | Összesen         | Összesen         | 44        | 6         | 1     | 0     | 0        | 0        | 3          | 0          | 0     | 0     | 48     | 6      |
| FCSB               | 2017–18          | Liga I           | 20        | 3         | 2     | 0     | —        | —        | 8          | 1          | —     | —     | 30     | 4      |
| FCSB               | 2018–19          | Liga I           | 35        | 11        | 0     | 0     | —        | —        | 3          | 1          | —     | —     | 38     | 12     |
| FCSB               | 2019–20          | Liga I           | 28        | 12        | 4     | 1     | —        | —        | 8          | 2          | —     | —     | 40     | 15     |
| FCSB               | 2020–21          | Liga I           | 19        | 1         | 1     | 0     | —        | —        | 2          | 1          | 0     | 0     | 22     | 2      |
| FCSB               | 2021–22          | Liga I           | 19        | 0         | 0     | 0     | —        | —        | 2          | 1          | —     | —     | 21     | 1      |
| FCSB               | 2022–23          | Liga I           | 35        | 8         | 1     | 0     | —        | —        | 8          | 2          | —     | —     | 44     | 10     |
| FCSB               | 2023–24          | Liga I           | 34        | 18        | 0     | 0     | —        | —        | 4          | 1          | —     | —     | 38     | 19     |
| FCSB               | Összesen         | Összesen         | 190       | 53        | 8     | 1     | —        | —        | 35         | 9          | 0     | 0     | 233    | 63     |
| Karrier összesen   | Karrier összesen | Karrier összesen | 234       | 59        | 9     | 1     | 0        | 0        | 38         | 9          | 0     | 0     | 281    | 69     |

Jegyzetek
1. ↑  Mérkőzése(i) a Bajnokok Ligájában: (két mérkőzés) és az Európa Ligában: (egy mérkőzés)
2. 1 2 3 4  Mérkőzése(i) az Európa Ligában
3. 1 2 3  Mérkőzése(i) az UEFA Európa Konferencia Ligában

### A válogatottban
| Románia  | Románia | Románia |
| Év       | Mérk.   | Gólok   |
| -------- | ------- | ------- |
| 2019     | 3       | 0       |
| 2020     | 1       | 0       |
| 2021     | 1       | 0       |
| 2023     | 7       | 1       |
| 2024     | 1       | 0       |
| Összesen | 13      | 1       |

#### Góljai a román válogatottban
| #  | Dátum            | Ellenfél | Eredmény | Kiírás       | Esemény |
| -- | ---------------- | -------- | -------- | ------------ | ------- |
| 1. | 2019. június 10. | Andorra  | 4 – 0    | Eb-selejtező | 50'     |

## Sikerei, díjai
Viitorul Constanța
- Román bajnok: 2016–17
- Román Szuperkupa ezüstérmes: 2017

 FCSB
- Román bajnok: 2023–24
- Román kupagyőztes: 2019–20
- Román Szuperkupa: 2024 (aranyérmes), 2020 (ezüstérmes)

Egyéni
- Liga I A szezon csapata: 2016–17, 2018–19,[59] 2019–20,[60] 2022–23
- Liga I A bajnokság rájátszásának csapata: 2018–19[61]
- Liga I-gólkirály: 2023–24[39] (Philip Otelevel együtt)
- Digi Sport Liga I A hónap játékosa: 2017 február
- Gazeta Sporturilor A hónap román labdarúgója: 2023 április,[29] 2023 július[35]
- Gazeta Sporturilor Az év román labdarúgója: 2023 (5. helyezett)[37]

## Fordítás
- Ez a szócikk részben vagy egészben  a   Florinel Coman című angol Wikipédia-szócikk fordításán alapul.  Az eredeti cikk szerkesztőit annak laptörténete sorolja fel. Ez a jelzés csupán a megfogalmazás eredetét és a szerzői jogokat jelzi, nem szolgál a cikkben szereplő információk forrásmegjelöléseként.

#### Közösségi platformok
- Florinel Coman az Instagramon

#### Egyéb weboldalak
- Florinel Coman adatlapja a National Football Teams oldalán (angolul)
- Florinel Coman adatlapja a Transfermarkt oldalán (angolul)
- Florinel Coman adatlapja a Soccerway oldalon (angolul)
- Florinel Coman az UEFA adatbázisában (angolul)
- Florinel Coman adatlapja a RomanianSoccer oldalán (románul)